# Myrcia montana
Myrcia montana är en myrtenväxtart som beskrevs av Jacques Cambessèdes. Myrcia montana ingår i släktet Myrcia och familjen myrtenväxter. Inga underarter finns listade i Catalogue of Life.